# Dorymyrmex jheringi
Dorymyrmex jheringi är en myrart som beskrevs av Auguste-Henri Forel 1912. Dorymyrmex jheringi ingår i släktet Dorymyrmex och familjen myror. Inga underarter finns listade i Catalogue of Life.

## Bildgalleri

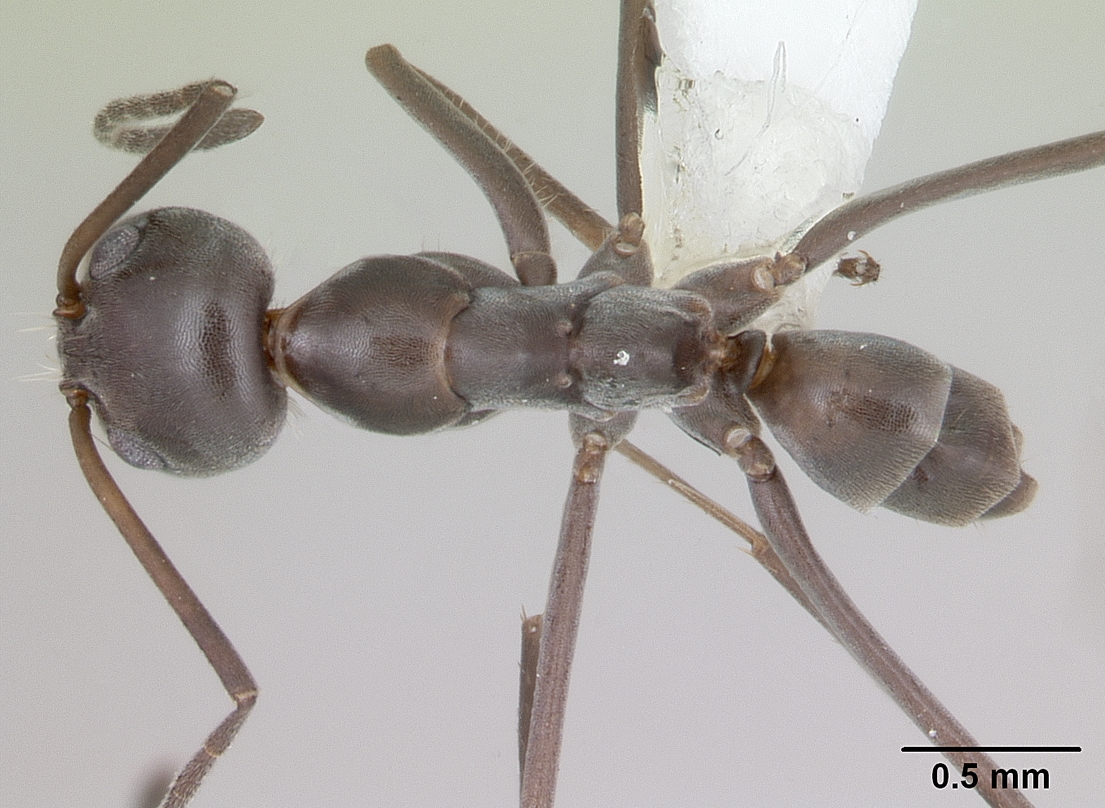
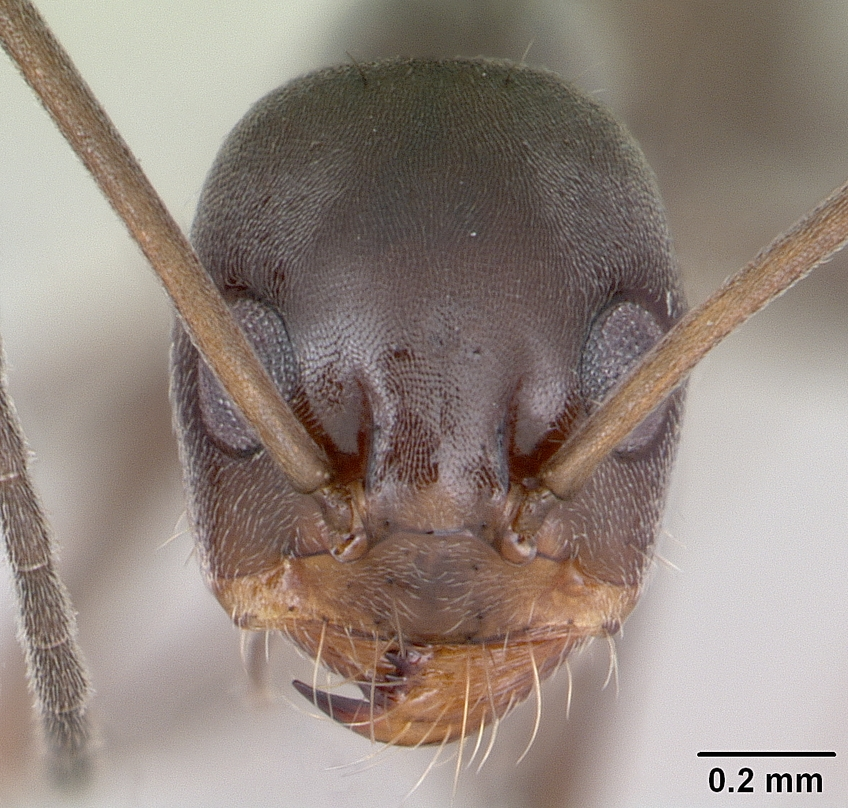
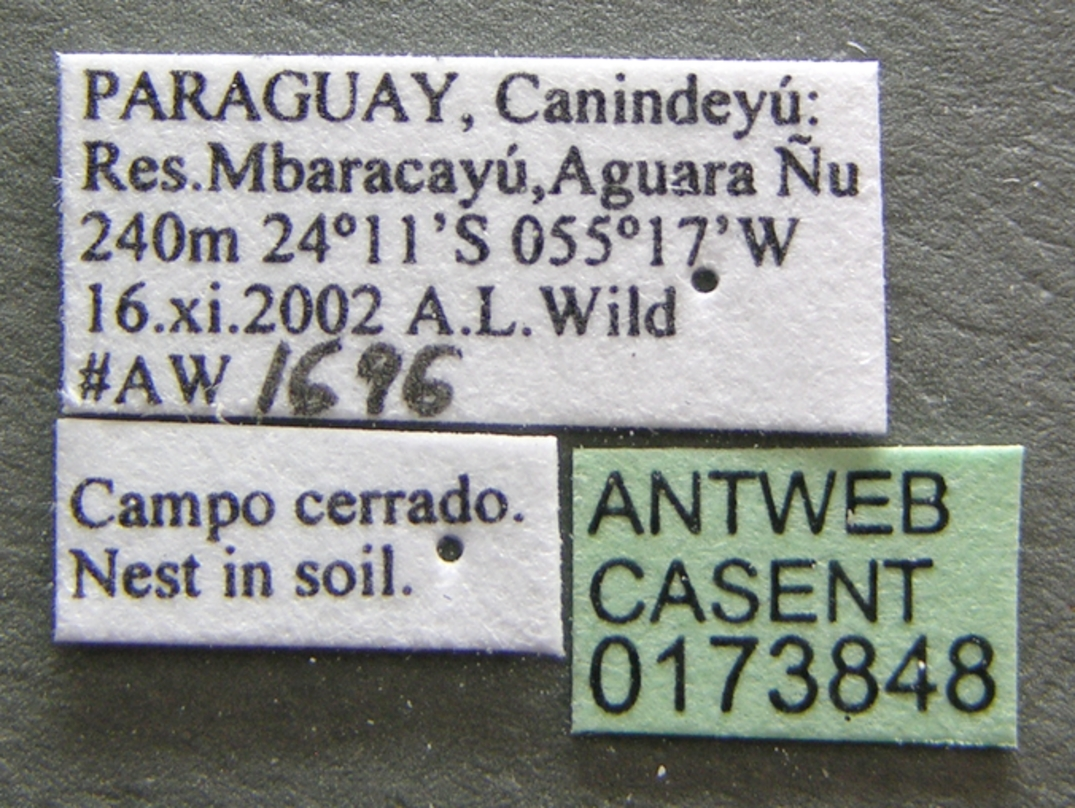
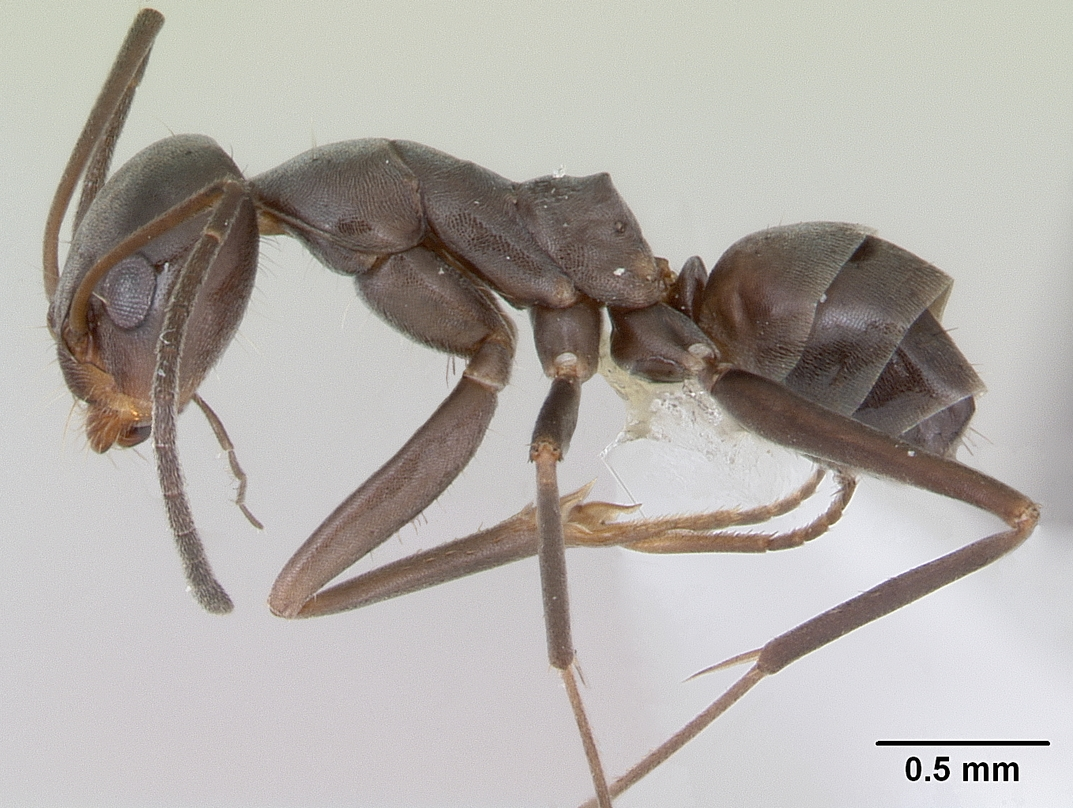
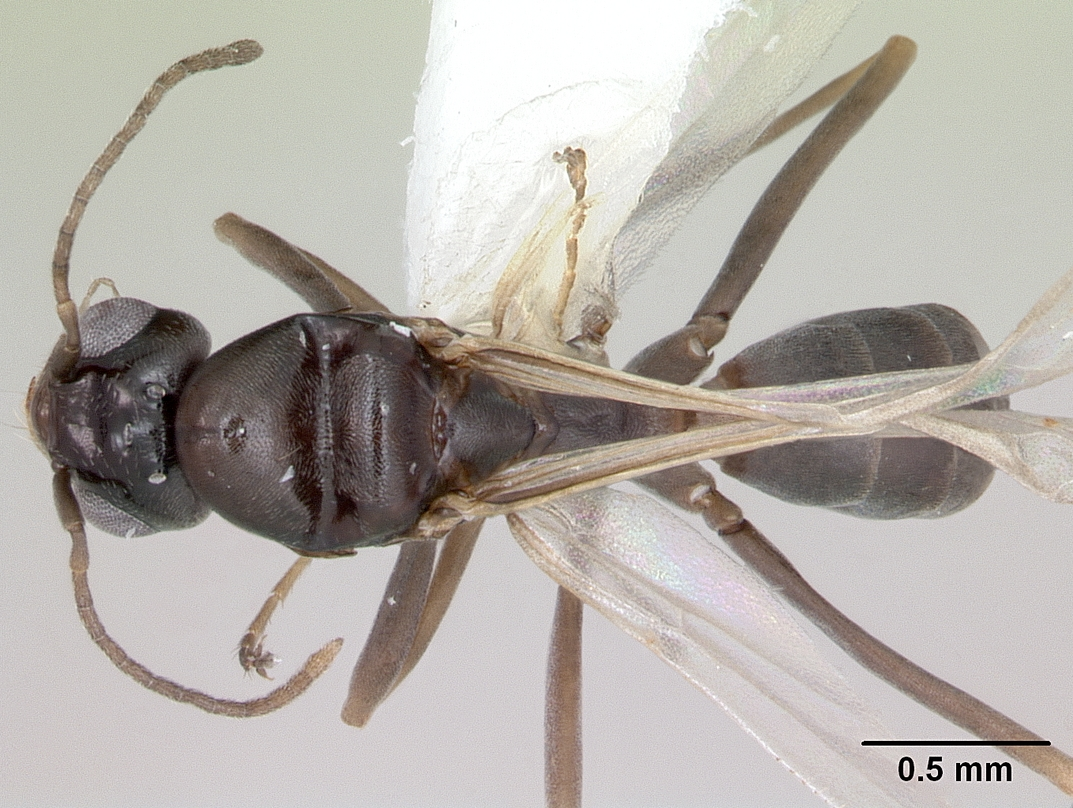
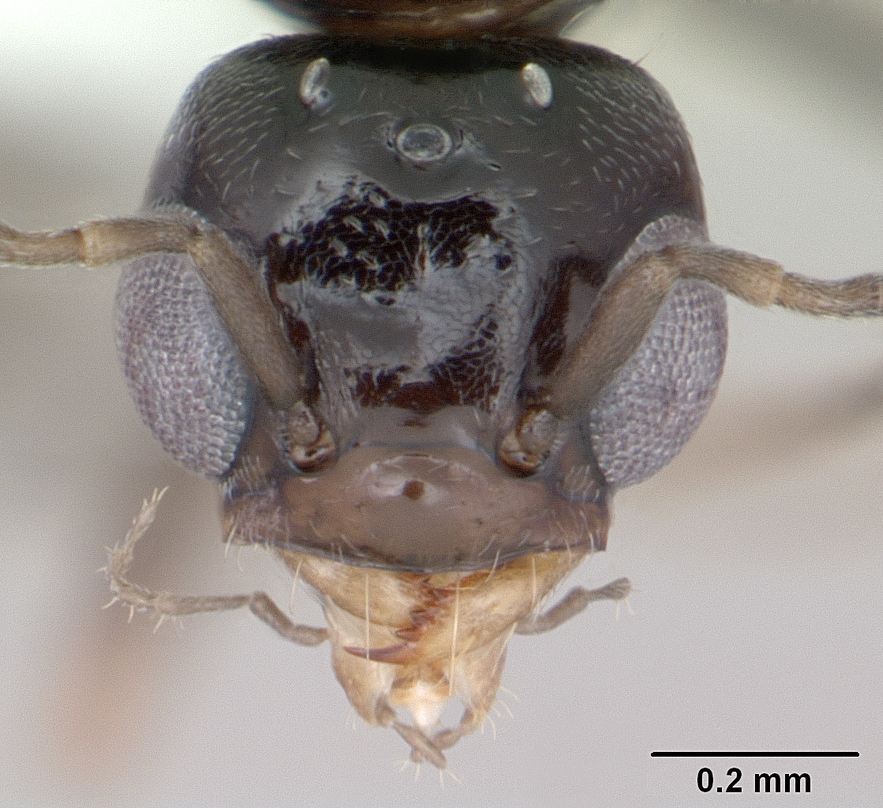